# Massachusetts Bay Transportation Authority

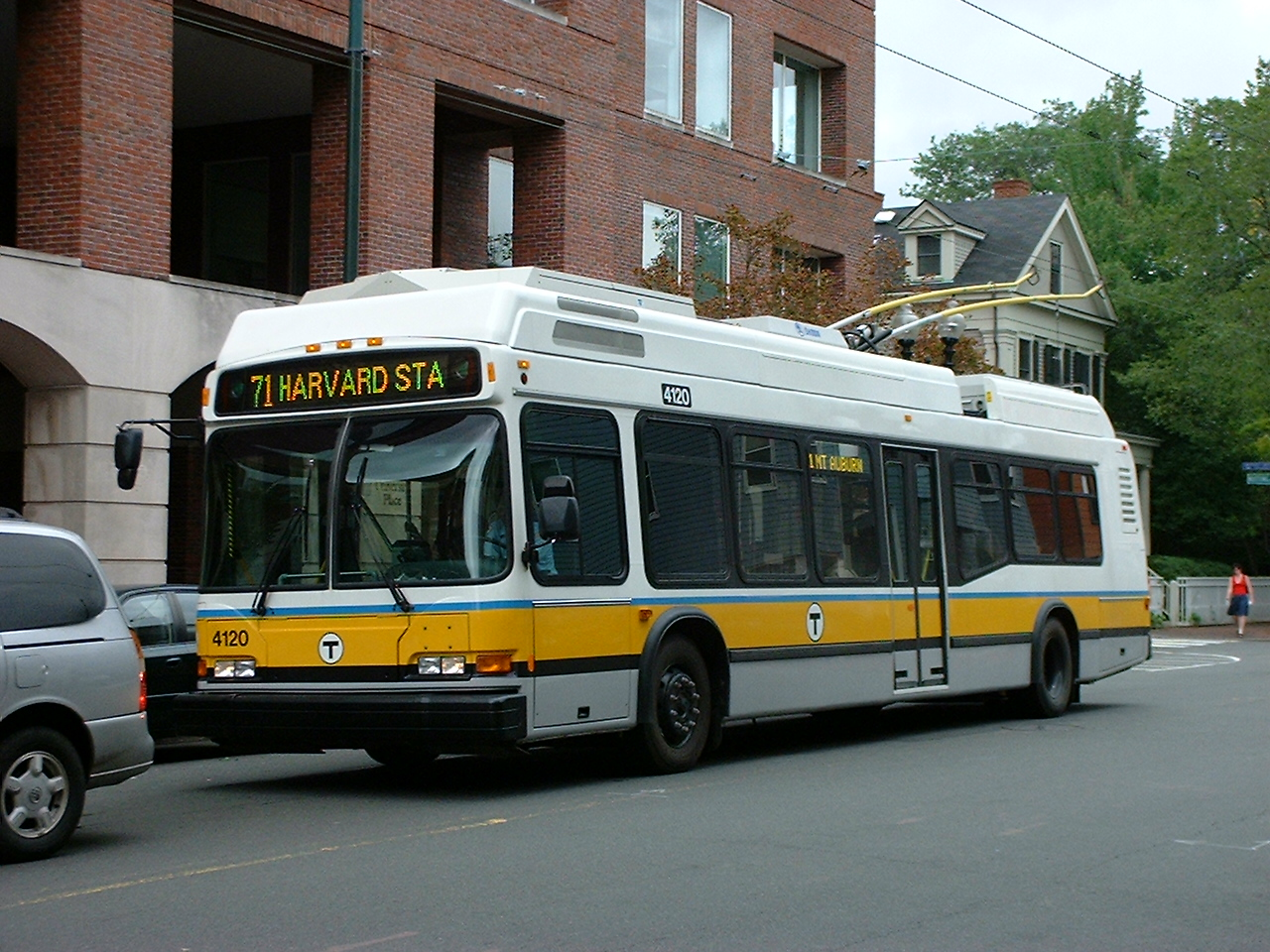
Trolejbus systemu MBTA. Na czole i boku pojazdu widać logo - literę T.

Massachusetts Bay Transportation Authority (MBTA, Agencja Transportu Zatoki Massachusetts) – organ wydzielony w roku 1964 z amerykańskiego stanu Massachusetts, którego funkcją jest finansowanie i zarządzanie systemem transportowym w aglomeracji Bostonu: autobusami, trolejbusami, tramwajami, lekkiej kolei, kolei podziemnej i podmiejską oraz promami. Zastąpiła wcześniejszą agencję, Metropolitan Transit Authority (MTA, Agencja Transportu Miejskiego).
MBTA określana jest przez pasażerów jako "The T", z powodu charakterystycznego loga (litera T w okręgu) zainspirowanego przez symbol sztokholmskiego metra.
W roku 2004 ze wszystkich środków transportu MBTA korzystało średnio ponad 790 tysięcy osób dziennie, w tym niemal 600 tysięcy podróżowało liniami kolejki podziemnej. Linia "zielona" metra w postaci lekkiej kolei miejskiej jest najbardziej obciążoną linią w Stanach Zjednoczonych.